# Midland Main Line
| British Rail Class 43 in der Nähe von Clay Cross |                      |                                                |                                                |
| |                      |                                                |                                                |
| Spurweite: | 1435 mm (Normalspur) |                                                |                                                |
| Stromsystem: | 25 kV 50 Hz ~        |                                                |                                                |
| Streckengeschwindigkeit: | 200 km/h             |                                                |                                                |
| |                      |                                                |                                                |
| \| \| \| Leeds \| \| \| \| \| Wakefield Westgate \| \| \| \| \| East Coast Main Line \| \| \| \| \| Barnsley \| \| \| \| \| Dearne, Doncaster \| \| \| \| \| East Coast Main Line \| \| \| \| \| \| \| \| \| \| nach Huddersfield \| \| \| \| \| Cudworth \| \| \| \| \| von Sheffield \| \| \| \| \| von Grimethorpe \| \| \| \| \| nach Houghton Colliery \| \| \| \| \| Darfield \| \| \| \| \| Wath North \| \| \| \| \| Dearne Valley Line, Wakefield Line \| \| \| \| \| und Sheffield–Hull Line \| \| \| \| \| Swinton \| \| \| \| \| Kilnhurst West \| \| \| \| \| Parkgate and Rawmarsh \| \| \| \| \| Rotherham Masborough \| \| \| \| \| \| \| \| \| \| Motorway M1, Canklow Shed \| \| \| \| \| Hallam Line, Penistone Line \| \| \| \| \| Meadowhall \| \| \| \| \| Wincobank \| \| \| \| \| zum Güterbahnhof Tinsley, Treeton \| \| \| \| \| Brightside, Woodhouse Mill \| \| \| \| \| Attercliffe Road \| \| \| \| \| Don \| \| \| \| \| Sheffield–Lincoln Line \| \| \| \| \| Sheffield Midland \| \| \| \| \| Sheffield & Rotherham Railway \| \| \| \| \| Porter Brook, Beighton \| \| \| \| \| Heeley \| \| \| \| \| Millhouses Shed, Killamarsh \| \| \| \| \| Millhouses, Eckington \| \| \| \| \| Beauchief \| \| \| \| \| Dore \| \| \| \| \| Hope Valley Line nach Manchester Piccadilly \| \| \| \| \| Bradway-Tunnel \| \| \| \| \| Dronfield, nach Bolsover \| \| \| \| \| Unstone, Barrow Hill \| \| \| \| \| Sheepbridge, Wittington \| \| \| \| \| \| \| \| \| \| Ambergate, Chesterfield, Robin Hood Line \| \| \| \| \| Derwent Valley Line nach Matlock und Peak Rail \| \| \| \| \| Alfreton \| \| \| \| \| Belper \| \| \| \| \| Langley Mill \| \| \| \| \| Robin Hood Line \| \| \| \| \| Nottingham \| \| \| \| 126 \| Derby, Beeston \| Derby, Beeston \| \| \| \| Toton TMD, Attenborough \| \| \| \| \| Erewash Valley Line, Attenborough Junction \| \| \| \| \| \| \| \| \| \| Long Eaton \| \| \| \| \| Sinfin, Sinfin Branch Line \| \| \| \| \| Ivanhoe Line \| \| \| \| \| Crewe–Derby Line, Trent Junction \| \| \| \| \| Burton upon Trent Trent \| \| \| \| \| Birmingham and Derby Junction Railway \| \| \| \| \| und Cross Country Route \| \| \| \| \| East Midlands Parkway \| \| \| \| \| Coalville Depot, Loughborough \| \| \| \| \| Great Central Railway \| \| \| \| \| Syston Junction, Teststrecke Old Dalby \| \| \| \| \| Leicester and Swannington Railway und \| \| \| \| \| Birmingham–Peterborough Line \| \| \| \| \| Leicester \| \| \| \| \| Birmingham–Peterborough Line, Wigston Junction \| \| \| \| \| Market Harborough, Corby \| \| \| \| \| \| \| \| \| \| Kettering \| \| \| \| \| Wellingborough \| \| \| \| \| Bedford \| \| \| \| \| Marston Vale Line nach Bletchley \| \| \| \| \| \| \| \| \| \| Luton \| \| \| \| \| Luton Airport Parkway \| \| \| \| \| \| \| \| \| \| Dudding Hill Line \| \| \| \| \| \| \| \| \| \| Gospel Oak–Barking Line \| \| \| \| \| \| \| \| \| \| Thameslink \| \| \| \| \| North London Line \| \| \| \| \| North London Line, East Coast Main Line, HS1 \| \| \| \| \| Regent’s Canal \| \| \| \| \| London St. Pancras \| \| |                      |                                                |                                                |
| Bahnhof |                      | Leeds                                          | Leeds                                          |
| Haltepunkt / Haltestelle |                      | Wakefield Westgate                             | Wakefield Westgate                             |
| Abzweig geradeaus und nach links |                      | East Coast Main Line                           | East Coast Main Line                           |
| Haltepunkt / Haltestelle · Strecke |                      | Barnsley                                       | Barnsley                                       |
| Strecke · Brücke über Wasserlauf · Bahnhof |                      | Dearne, Doncaster                              | Dearne, Doncaster                              |
| Strecke · Abzweig geradeaus und von links · Abzweig geradeaus und nach rechts |                      | East Coast Main Line                           | East Coast Main Line                           |
| Strecke nach links · Abzweig geradeaus und von rechts |                      |                                                |                                                |
| Abzweig geradeaus und ehemals von rechts |                      | nach Huddersfield                              | nach Huddersfield                              |
| ehemaliger Haltepunkt / Haltestelle |                      | Cudworth                                       | Cudworth                                       |
| Abzweig ehemals geradeaus und nach rechts |                      | von Sheffield                                  | von Sheffield                                  |
| Abzweig geradeaus und nach links (Strecke außer Betrieb) |                      | von Grimethorpe                                | von Grimethorpe                                |
| Abzweig geradeaus und von links (Strecke außer Betrieb) |                      | nach Houghton Colliery                         | nach Houghton Colliery                         |
| Haltepunkt / Haltestelle (Strecke außer Betrieb) |                      | Darfield                                       | Darfield                                       |
| Haltepunkt / Haltestelle (Strecke außer Betrieb) |                      | Wath North                                     | Wath North                                     |
| Abzweig ehemals geradeaus und von links |                      | Dearne Valley Line, Wakefield Line             | Dearne Valley Line, Wakefield Line             |
| Strecke |                      | und Sheffield–Hull Line                        | und Sheffield–Hull Line                        |
| Haltepunkt / Haltestelle |                      | Swinton                                        | Swinton                                        |
| ehemaliger Haltepunkt / Haltestelle |                      | Kilnhurst West                                 | Kilnhurst West                                 |
| ehemaliger Haltepunkt / Haltestelle |                      | Parkgate and Rawmarsh                          | Parkgate and Rawmarsh                          |
| ehemaliger Bahnhof |                      | Rotherham Masborough                           | Rotherham Masborough                           |
| Abzweig geradeaus und nach links · Strecke von rechts |                      |                                                |                                                |
| ehemaliger Dienststation / Betriebs- oder Güterbahnhof |                      | Motorway M1, Canklow Shed                      | Motorway M1, Canklow Shed                      |
| Abzweig geradeaus und von rechts · Strecke |                      | Hallam Line, Penistone Line                    | Hallam Line, Penistone Line                    |
| Haltepunkt / Haltestelle · Strecke |                      | Meadowhall                                     | Meadowhall                                     |
| ehemaliger Haltepunkt / Haltestelle · Strecke |                      | Wincobank                                      | Wincobank                                      |
| Abzweig geradeaus und ehemals von links · ehemaliger Haltepunkt / Haltestelle |                      | zum Güterbahnhof Tinsley, Treeton              | zum Güterbahnhof Tinsley, Treeton              |
| ehemaliger Haltepunkt / Haltestelle · ehemaliger Haltepunkt / Haltestelle |                      | Brightside, Woodhouse Mill                     | Brightside, Woodhouse Mill                     |
| ehemaliger Haltepunkt / Haltestelle · Strecke |                      | Attercliffe Road                               | Attercliffe Road                               |
| Brücke über Wasserlauf · Strecke |                      | Don                                            | Don                                            |
| Abzweig geradeaus und von links · Abzweig geradeaus, von rechts und ehemals von links |                      | Sheffield–Lincoln Line                         | Sheffield–Lincoln Line                         |
| Bahnhof · Strecke |                      | Sheffield Midland                              | Sheffield Midland                              |
| Strecke · Strecke |                      | Sheffield & Rotherham Railway                  | Sheffield & Rotherham Railway                  |
| Brücke über Wasserlauf · ehemaliger Haltepunkt / Haltestelle |                      | Porter Brook, Beighton                         | Porter Brook, Beighton                         |
| ehemaliger Haltepunkt / Haltestelle · Strecke |                      | Heeley                                         | Heeley                                         |
| ehemaliger Dienststation / Betriebs- oder Güterbahnhof · ehemaliger Haltepunkt / Haltestelle |                      | Millhouses Shed, Killamarsh                    | Millhouses Shed, Killamarsh                    |
| ehemaliger Haltepunkt / Haltestelle · ehemaliger Haltepunkt / Haltestelle |                      | Millhouses, Eckington                          | Millhouses, Eckington                          |
| ehemaliger Haltepunkt / Haltestelle · Strecke |                      | Beauchief                                      | Beauchief                                      |
| ehemaliger Haltepunkt / Haltestelle · Strecke |                      | Dore                                           | Dore                                           |
| Abzweig geradeaus, nach rechts und von rechts · Strecke |                      | Hope Valley Line nach Manchester Piccadilly    | Hope Valley Line nach Manchester Piccadilly    |
| Tunnel · Strecke |                      | Bradway-Tunnel                                 | Bradway-Tunnel                                 |
| Haltepunkt / Haltestelle · Abzweig geradeaus, nach links und von links |                      | Dronfield, nach Bolsover                       | Dronfield, nach Bolsover                       |
| ehemaliger Haltepunkt / Haltestelle · ehemaliger Haltepunkt / Haltestelle |                      | Unstone, Barrow Hill                           | Unstone, Barrow Hill                           |
| ehemaliger Haltepunkt / Haltestelle · ehemaliger Haltepunkt / Haltestelle |                      | Sheepbridge, Wittington                        | Sheepbridge, Wittington                        |
| Abzweig geradeaus und von links · Strecke nach rechts |                      |                                                |                                                |
| Haltepunkt / Haltestelle · Haltepunkt / Haltestelle · Strecke von links |                      | Ambergate, Chesterfield, Robin Hood Line       | Ambergate, Chesterfield, Robin Hood Line       |
| Abzweig geradeaus und von links · Abzweig geradeaus und nach rechts · Strecke |                      | Derwent Valley Line nach Matlock und Peak Rail | Derwent Valley Line nach Matlock und Peak Rail |
| Strecke · Haltepunkt / Haltestelle · Strecke |                      | Alfreton                                       | Alfreton                                       |
| Haltepunkt / Haltestelle · Abzweig geradeaus und ehemals von links · Abzweig geradeaus und ehemals nach rechts |                      | Belper                                         | Belper                                         |
| Strecke · Haltepunkt / Haltestelle · Strecke |                      | Langley Mill                                   | Langley Mill                                   |
| Strecke · Abzweig geradeaus und nach links · Abzweig geradeaus und von rechts |                      | Robin Hood Line                                | Robin Hood Line                                |
| Strecke · Strecke · Spitzkehrbahnhof links |                      | Nottingham                                     | Nottingham                                     |
| Bahnhof · Strecke · Haltepunkt / Haltestelle | 126                  | Derby, Beeston                                 | Derby, Beeston                                 |
| Strecke · Dienststation / Betriebs- oder Güterbahnhof · Haltepunkt / Haltestelle |                      | Toton TMD, Attenborough                        | Toton TMD, Attenborough                        |
| Strecke · Strecke nach links · Abzweig geradeaus, ehemals nach rechts und von rechts |                      | Erewash Valley Line, Attenborough Junction     | Erewash Valley Line, Attenborough Junction     |
| Abzweig geradeaus und nach links · Strecke von rechts · Strecke |                      |                                                |                                                |
| Strecke · Haltepunkt / Haltestelle · Strecke |                      | Long Eaton                                     | Long Eaton                                     |
| Abzweig geradeaus und ehemals nach links · Strecke · Strecke |                      | Sinfin, Sinfin Branch Line                     | Sinfin, Sinfin Branch Line                     |
| Abzweig geradeaus und ehemals von links · Abzweig geradeaus und ehemals von rechts · Strecke |                      | Ivanhoe Line                                   | Ivanhoe Line                                   |
| Abzweig geradeaus und nach rechts · Abzweig geradeaus, nach links und von links · Strecke nach rechts |                      | Crewe–Derby Line, Trent Junction               | Crewe–Derby Line, Trent Junction               |
| Bahnhof · Brücke über Wasserlauf |                      | Burton upon Trent Trent                        | Burton upon Trent Trent                        |
| Abzweig ehemals geradeaus, nach rechts und ehemals von rechts · Tunnel |                      | Birmingham and Derby Junction Railway          | Birmingham and Derby Junction Railway          |
| Strecke (außer Betrieb) · Strecke |                      | und Cross Country Route                        | und Cross Country Route                        |
| Strecke (außer Betrieb) · Haltepunkt / Haltestelle |                      | East Midlands Parkway                          | East Midlands Parkway                          |
| Dienststation / Betriebs- oder Güterbahnhof (Strecke außer Betrieb) · Haltepunkt / Haltestelle |                      | Coalville Depot, Loughborough                  | Coalville Depot, Loughborough                  |
| Strecke (außer Betrieb) · Abzweig geradeaus und ehemals von links |                      | Great Central Railway                          | Great Central Railway                          |
| Strecke (außer Betrieb) · Abzweig geradeaus, nach links und von links · Abzweig ehemals geradeaus und von rechts |                      | Syston Junction, Teststrecke Old Dalby         | Syston Junction, Teststrecke Old Dalby         |
| Strecke nach links (außer Betrieb) · Abzweig geradeaus und ehemals von rechts · Abzweig geradeaus und nach links |                      | Leicester and Swannington Railway und          | Leicester and Swannington Railway und          |
| Strecke · Strecke |                      | Birmingham–Peterborough Line                   | Birmingham–Peterborough Line                   |
| Bahnhof · Strecke |                      | Leicester                                      | Leicester                                      |
| Abzweig geradeaus, nach rechts und von rechts · Strecke |                      | Birmingham–Peterborough Line, Wigston Junction | Birmingham–Peterborough Line, Wigston Junction |
| Haltepunkt / Haltestelle · Bahnhof |                      | Market Harborough, Corby                       | Market Harborough, Corby                       |
| Abzweig geradeaus und von links · Strecke nach rechts |                      |                                                |                                                |
| Haltepunkt / Haltestelle |                      | Kettering                                      | Kettering                                      |
| Haltepunkt / Haltestelle |                      | Wellingborough                                 | Wellingborough                                 |
| Haltepunkt / Haltestelle |                      | Bedford                                        | Bedford                                        |
| Abzweig geradeaus und nach links · Strecke von rechts |                      | Marston Vale Line nach Bletchley               | Marston Vale Line nach Bletchley               |
| Kreuzung geradeaus oben · Strecke nach rechts |                      |                                                |                                                |
| Haltepunkt / Haltestelle |                      | Luton                                          | Luton                                          |
| Haltepunkt / Haltestelle |                      | Luton Airport Parkway                          | Luton Airport Parkway                          |
| Tunnel |                      |                                                |                                                |
| Abzweig geradeaus, ehemals nach rechts und ehemals von rechts |                      | Dudding Hill Line                              | Dudding Hill Line                              |
| Tunnel |                      |                                                |                                                |
| Abzweig geradeaus und ehemals nach links |                      | Gospel Oak–Barking Line                        | Gospel Oak–Barking Line                        |
| Tunnel |                      |                                                |                                                |
| Abzweig geradeaus und nach links |                      | Thameslink                                     | Thameslink                                     |
| Kreuzung geradeaus unten |                      | North London Line                              | North London Line                              |
| Abzweig geradeaus und ehemals von links · Abzweig quer, nach rechts und von rechts (Strecke außer Betrieb) |                      | North London Line, East Coast Main Line, HS1   | North London Line, East Coast Main Line, HS1   |
| Brücke über Wasserlauf |                      | Regent’s Canal                                 | Regent’s Canal                                 |
| Kopfbahnhof Streckenende |                      | London St. Pancras                             | London St. Pancras                             |

Die Midland Main Line, abgekürzt MML, ist eine Eisenbahnstrecke in Großbritannien. Sie verbindet London mit Luton, Bedford, Kettering, Leicester, Derby, Nottingham und Sheffield. Früher reichte die Linie weiter nach Manchester im Nordwesten und Leeds im Nordosten; Züge verkehrten auch weiter nach Glasgow und Edinburgh in Schottland. Da die West Coast Main Line und die East Coast Main Line nach Elektrifizierung und weiteren Ausbauten schneller geworden sind, hat die Midland Main Line an Bedeutung verloren.
Nach einem im November 2021 vorgelegten Plan wird jedoch inzwischen an einer Elektrifizierung bis nach Nottingham bzw. Sheffield gearbeitet.
Die im Bau befindliche Hochgeschwindigkeitsstrecke High Speed 2 von London nordwärts soll mit einem ab Birmingham geplanten östlichen Ast bei der Station East Midlands Parkway in die Midland Main Line einmünden. Über die Neubaustrecke und weiter auf der zu modernisierenden Midland Main Line werden HS2-Züge bis nach Nottingham, Derby, und möglicherweise bis Sheffield und Leeds verkehren können.

## Strecke und Betrieb

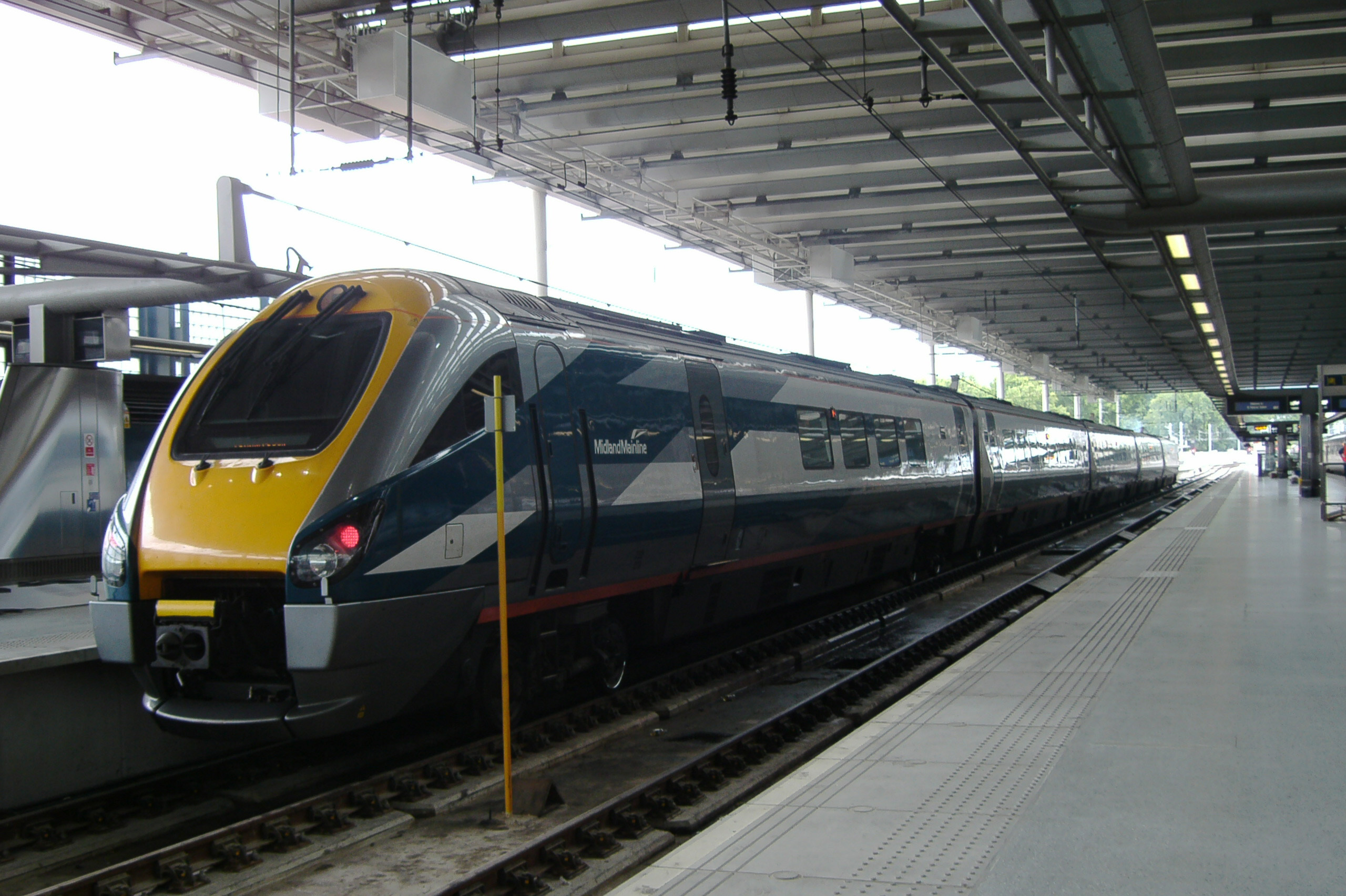
Zug der Midland Mainline im St. Pancras Bahnhof, London

Die Midland Main Line führt durch die hügeligen Gegenden der Midlands, so dass die Durchschnittsgeschwindigkeit im Vergleich zu anderen Hauptstrecken bedeutend geringer ist. Wie auf der West Coast Main Line setzt Virgin Trains seit 2003 auch hier Neigezüge des Typs Pendolino ein. Schnellzüge auf dieser Strecke werden seit 2007 von der Gesellschaft Midland Mainline angeboten (heute von East Midlands Trains betrieben).
Der elektrifizierte Abschnitt zwischen London St Pancras und Bedford (Oberleitung mit 25 kV Wechselstrom) bildet den nördlichen Teil der Thameslink-Vorortbahn (Betrieb durch First Capital Connect), die von Bedford nach Brighton verkehrt. Auf dem Abschnitt zwischen Derby und Sheffield verkehren Züge der Gesellschaft Virgin Trains. Lokalverkehr in der Region Leicester / Derby / Sheffield wird durch East Midlands Trains (ehemals Central Trains) angeboten.

## Geschichte

### 19. Jahrhundert
Die Midland Main Line wurde zwischen den 1830er- und 1860er-Jahren schrittweise erbaut. Drei unterschiedliche Strecken trafen in Derby aufeinander. Die erste war die Birmingham and Derby Junction Railway von Hampton-in-Arden (Warwickshire) an der London and Birmingham Railway nach Derby, die am 12. August 1839 eröffnet wurde. Dieser Abschnitt ist heute Teil der Cross-Country Route von Derby über Birmingham nach Bristol.
Am 1. Juli 1840 folgte die North Midland Railway, die von Derby über Chesterfield, Swinton, Rotherham und Normanton (West Yorkshire) nach Leeds führte. Es existierte eine Zweigstrecke von Rotherham nach Sheffield. Die Linie führte an Sheffield, Barnsley und Wakefield vorbei, um zu große Steigungen zu vermeiden.
Am selben Tag wurde die Midland Counties Railway, die von Derby und Nottingham nach Leicester führte, über Leicester hinaus zu einem temporären Bahnhof nördlich von Rugby verlängert. Wenige Monate später war der Rugby-Viadukt fertiggestellt und die Midland Counties Railway verkehrte weiter zum Bahnhof Rugby der London and Birmingham Railway. Gegenüber der Route über Hampton-in-Arden war diese Verbindung rund 18 km kürzer.
Als diese drei Gesellschaften am 10. Mai 1844 zur Midland Railway fusionierten, besaß die neue Gesellschaft keine eigene Strecke nach London. Aus diesem Grund mussten ihre Züge auf der Strecke der London and Birmingham Railway (ab 1846 London and North Western Railway) von Rugby aus nach London Euston verkehren, um einen Zugang zur Hauptstadt zu haben.
In den 1850er-Jahren stieß die Verzweigung in Rugby an ihre Kapazitätsgrenzen. Daher errichtete die Midland Railway eine eigene Strecke von Leicester über Bedford nach Hitchin an der Great Northern Railway. Sie umfährt Nottingham und verläuft stattdessen durch Kettering und Wellingborough im Osten von Nottinghamshire. Südlich von Hitchin ergaben sich wieder dieselben Probleme wie zuvor bei Rugby. Die Midland Railway errichtete aus diesem Grund eine Verlängerung ihrer Südstrecke von Bedford über Luton nach London St Pancras.
Der letzte Abschnitt, der zur heutigen Midland Main Line gezählt wird, war eine Abkürzung zwischen Chesterfield und Sheffield, die 1870 eröffnet wurde. Ebenfalls als Teil der Midland Main Line wird die Erewash Valley Line betrachtet, die von Chesterfield über Nottingham nach Long Eaton führt und als Ausweichroute dient. Um den Befürchtungen und der Opposition der Landbesitzer entlang der Linie Rechnung zu tragen, wurde die Midland Railway an einigen Stellen so gebaut, dass sie große Landgüter und ländliche Siedlungen umfährt. Um die Kosten zu senken, passte man die Streckenführung an die Topografie an, was zahlreiche Kurven zur Folge hatte.

### 20. und 21. Jahrhundert
In den 1980er-Jahren wurde die Midland Main Line für den Regionalverkehr zwischen London und Bedford elektrifiziert. Im Fernverkehr erfolgte damals die Einführung des dieselbetriebenen High Speed Train, der die Erhöhung der Höchstgeschwindigkeit von 90 mph (145 km/h) auf 110 mph (177 km/h) ermöglichte. 2008 wurde der neue Bahnhof East Midlands Parkway eröffnet. Die 2013 veröffentlichten Pläne, die Midland Main Line von Bedford nach Nottingham bzw. Derby nach Sheffield zu elektrifizieren, wurden im Juli 2017 gestoppt. Ausgeführt wurde nur die Elektrifizierung des Abschnitts von Bedford bis Kettering inklusive des Abzweiges nach Corby. Auf dieser Strecke verkehren seit Mai 2021 elektrische Siemens-Desiro-Züge der Baureihe 360 anstelle von dieselgetriebenen Bombardier Voyager. 
 Im November 2021 stellte die Regierung ihren Integrated Rail Plan vor, der den Ausbau und die vollständige Elektrifizierung der Strecke umfasst. Am 15. Juli 2022 wurden die Arbeiten zur Elektrifizierung wieder aufgenommen. Bis Januar 2024 soll der Abschnitt von Kettering nach Norden bis zur Verzweigung Wigston fertiggestellt werden.

## Ehemalige Zweigstrecken
Im Gegensatz zu heute war die Midland Main Line früher bedeutend länger. Zahlreiche Zweigstrecken wurden stillgelegt oder unterbrochen, auf anderen gibt es keine Direktzüge mehr.
Corby liegt an einer Ausweichroute zwischen Kettering und Loughborough, die an Leicester vorbeiführte. Diese wurde 1966 für den Personenverkehr geschlossen, seither war Corby die größte Stadt Großbritanniens ohne Bahnanschluss. Im April 2009 wurde der Bahnhof wieder in Betrieb genommen und wird seither von East Midlands Trains bedient, unter anderem mit direkten Verbindungen nach London. Von Kettering bis Corby ist die Zweigstrecke seit 2017 elektrifiziert.
Eine bedeutende Zweigstrecke war jene von Ambergate aus über Matlock und Buxton in Richtung Manchester. Seit der Stilllegung des mittleren Abschnitts Matlock–Buxton im Jahr 1968 verkehren keine Direktzüge zwischen London und Manchester mehr über die Midland Main Line.